# Zhang Zeduan

'De Regenboogbrug' (虹橋) op Langs de rivier tijdens het Qingmingfestival (detail van het origineel)

Zhang Zeduan (traditioneel Chinees: 張擇端; 1085–1145) was een Chinees kunstschilder uit de Noordelijke School in de overgangsperiode van de Noordelijke Song naar de Zuidelijke Song. Zijn omgangsnaam was Zhengdao (正道). Hij was verbonden aan de keizerlijke Hanlin-academie en had een belangrijke rol in de ontwikkeling van de shan shui-schilderkunst.
Zhangs bekendste werk is Langs de rivier tijdens het Qingmingfestival (清明上河圖; pinyin: Qīngmíng shànghé tú). Deze veelvuldig gekopieerde handrol toont in detail de feestelijke sfeer tijdens het Qingmingfestival in de hoofdstad Bianjing, het huidige Kaifeng. Het kreeg de bijnaam "China's Mona Lisa" en wordt door veel kunstcritici beschouwd als het beste werk van de Chinese schilderkunst.
- Catàleg d'autoritats de noms i títols de Catalunya: 981058526098306706
- CiNii: DA04110190
- Gemeinsame Normdatei: 133252566
- International Standard Name Identifier: 0000 0001 1461 8854
- Library of Congress Control Number: n2001020914
- Nationale Bibliotheek van Letland: 000211254
- Bibliotheek van het Japanse parlement: 00625482
- Nationale bibliotheek van Australië: 36632142
- Nationale Bibliotheek van Israël: 987007387906005171
- Nationale Bibliotheek van Polen: a0000002045847
- Nederlandse Thesaurus van Auteursnamen: 148752012
- Trove: 1346937
- Virtual International Authority File: 78120433